# Weißer Winter-Calville

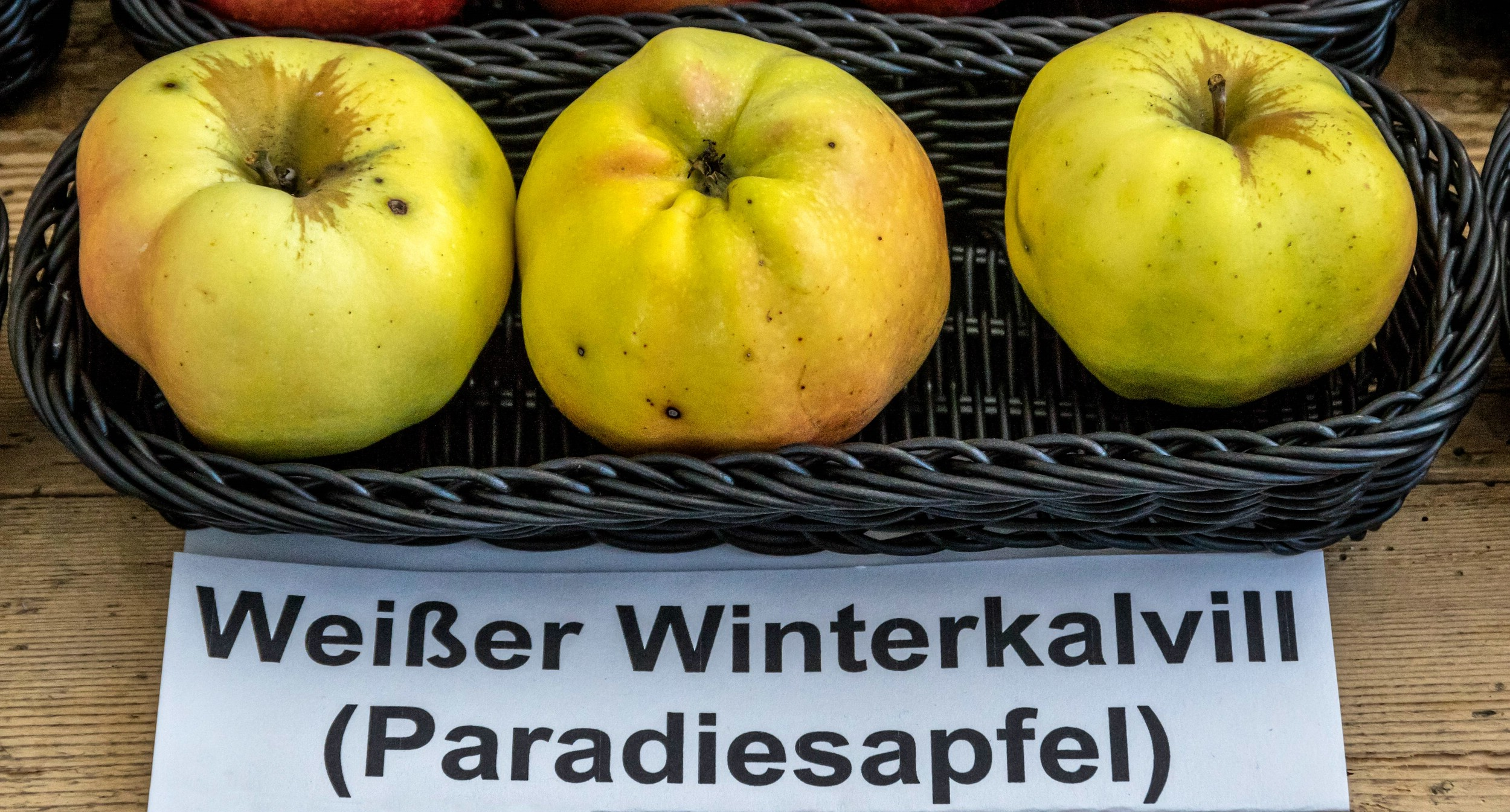
Ansicht der Frucht

Der Weiße Winter-Calville (Weißer Winterkalvill) ist eine sehr wohlschmeckende Sorte des Kulturapfels (Malus domestica). Er wird auch Calville blanc d’hiver, Paradiesapfel, Himbeerapfel, Quittenapfel oder Weißer Kardinal genannt; weltweit sind über hundert Synonyme bekannt. Vermutlich wurde sie schon vor 1600 in Frankreich gezüchtet; in Bad Boll wurde sie bereits 1598 von Johann Bauhin unter dem Namen Weißer Züricher Apfel erwähnt.

## Geschmack und Speisewert
Der Weiße Winterkalvill zählt zu den Tafeläpfeln (ist also für den Rohverzehr bestimmt) und gilt als eine der geschmackvollsten Sorten. Zu Beginn des 20. Jahrhunderts wurden für besonders gut gewachsene Früchte dieser Sorte zwischen 0,50 und 1,50 Reichsmark pro Stück gezahlt. Der Zentnerpreis (50 kg) betrug 100 bis 150 Mark – ein monatliches Inspektorengehalt lag damals bei 412 Reichsmark.
Alwin Seifert (1890–1972), der Verfasser des Buches Gärtnern, Ackern ohne Gift, beschreibt diesen Apfel rückblickend (Ostern 1913) wie folgt: „Dieser Weiße Wintercalville wurde nicht nach Pfunden oder Kilo gehandelt, sondern nach einzelnen Stücken. Von der Sortierung A kostete ein Apfel 3 österreichische Kronen, das waren 2,55 Mark. Sie gingen an den Zarenhof nach St. Petersburg. Von der Sortierung B kostete das Stück 2 Kronen, also 1,70 Mark; sie gingen nach Berlin an den Kaiserhof. Nur Sortierung C, das Stück zu 1 Krone = 85 Pfennige, das war der Wert eines bürgerlichen Mittagessens, kam unter die Leute.“
Die geschmacksintensiven, saftigen und süßsäuerlichen Äpfel haben bei guter Reife ein ausgeprägtes Erdbeeraroma, daher auch der Name Weißer Erdbeer- oder Himbeerapfel. Das Fruchtfleisch dieses Apfels ist „[…] von einem so ausgesuchten Weingeschmak, daß man Ananas zu essen glaubt, oder, Erdbeeren, die mit Champagner angemacht sind“, schwärmt J.P. Mayer 1801 in seiner Pomona Franconica über diese Sorte.

## Reife und Pflege
Die Früchte reifen ab Oktober und sind ab Dezember genussreif; zwischen Ernte und Verzehr sollten sie also zur vollen Geschmacksentwicklung einige Wochen lagern. Unter günstigen Bedingungen halten sie sich bis April.
Der Winterkalvill ist sehr pflegeintensiv und daher nur selten im Liebhaberobstbau anzutreffen. Wegen seiner frühen und kurzen Blüte ist er auch sehr witterungsempfindlich. Es wird daher empfohlen, ihn als Spalierbaum auf schwachwachsender Unterlage an einer regengeschützten Südmauer zu ziehen. Da auch die Schale empfindlich ist, muss der Apfel vorsichtig geerntet und gelagert werden. Der Baum gilt als anfällig für verschiedene Krankheiten und Schädlinge.

## Abstammung und Züchtung
Die Varietät ist eine Kreuzung aus der sehr alten Sorte Calville Rouge und der Reinette Franche. Aus der gleichen Kombination entstammen die Sorten Roter Winter-Calvill und San Baril. Der Weiße Winter-Calville wurde seinerseits wegen seiner Qualitäten mehrfach in der Züchtung verwendet. Molekulargenetisch als Nachfahren sind die folgenden Sorten nachgewiesen:
- Adersleber Kalvill (Weißer Winter-Calville x Kaiser Alexander (Apfel))
- Calville St Sauveur
- Dorée de Tournai
- Kalvil Bílý Podzimní
- Zazzari
- Minister von Hammerstein (Weißer Winter-Calville x Landsberger Renette)
- Transparent von Croncels (Weißer Winter-Calville x Charlamowsky)